# Bach von Götterhain
Der Bach von Götterhain ist ein gut zwei Kilometer langer, südwestlicher und linker Zufluss der Mümling bei Bad König im hessischen Odenwaldkreis.

## Geographie

### Verlauf

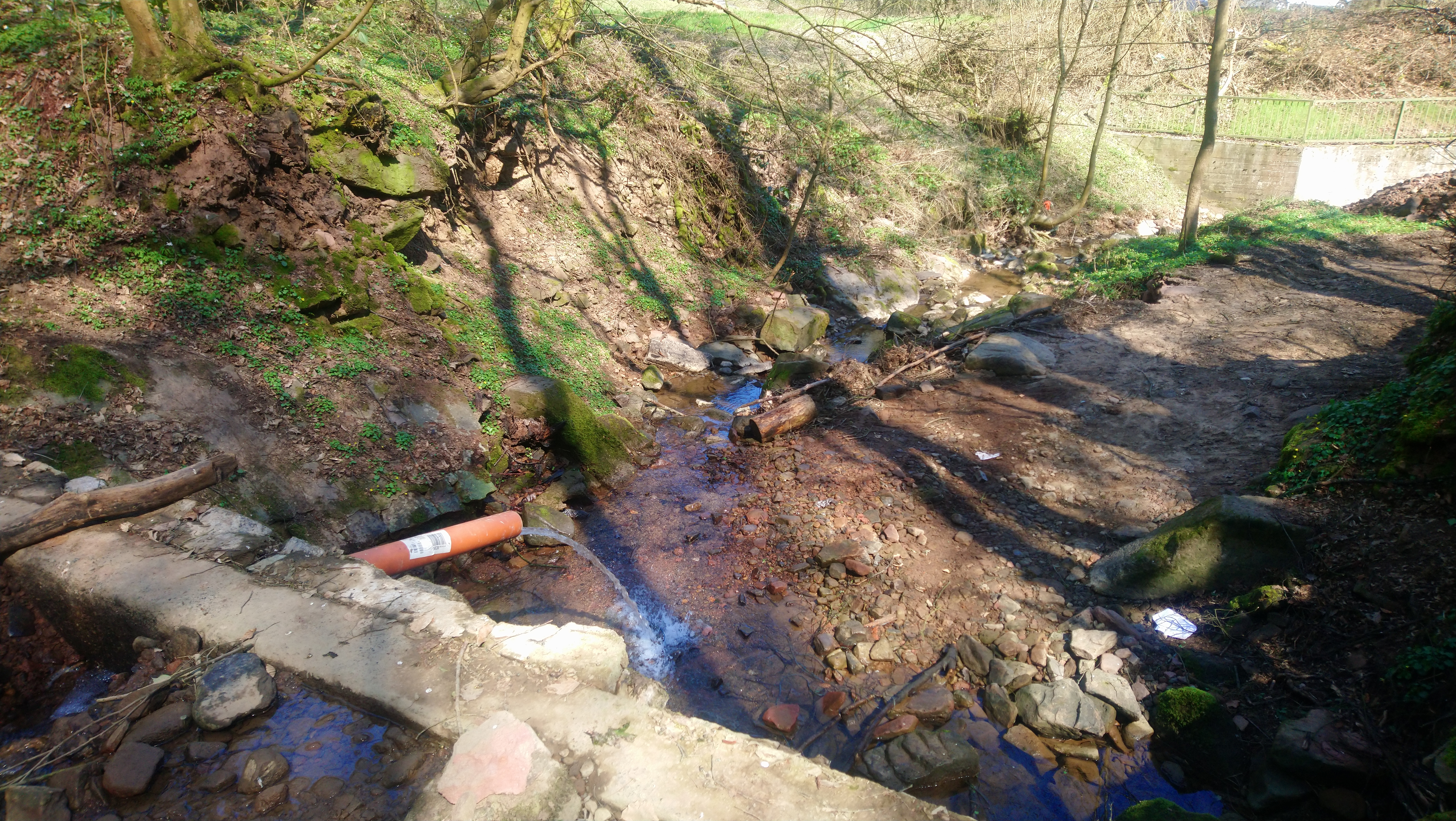
Der Bach von Götterhain an der B45

Der Bach von Götterhain entspringt auf einer Höhe von 300 m ü. NHN nordöstlich von Rehbach am Keltenhain (früher: Götterhain genannt), in der Nähe der ESOC-Bodenstation Michelstadt. 
Er fließt nach Nordosten und erreicht eine enge Felsenschlucht. Dort unterquert er die Bundesstraße 45 und mündet schließlich auf einer Höhe von etwa 185 m ü. NHN bei Zell im Odenwald von links in die Mümling.
Der etwa 2,1 km lange Lauf des Bachs von Götterhain endet ungefähr 115 Höhenmeter unterhalb seiner Quelle, er hat somit ein mittleres Sohlgefälle von 55 ‰.

### Einzugsgebiet
Das etwa 2 km² große Einzugsgebiet des Bachs von Götterhain liegt im Sandsteinodenwald und wird durch ihn über die Mümling, den Main und den Rhein zur Nordsee entwässert.
Es grenzt
- im Norden an das des Brombachs, der in die Mümling mündet
- und im Süden an das des Rehbachs, ebenfalls ein Zufluss der Mümling.

Das Einzugsgebiet wird am Oberlauf von Ackerland dominiert und im Bereich des Unterlaufs herrscht Grünland vor. Die Berghänge im Norden sind zum Teil bewaldet.

### Flusssystem Mümling
- Liste der Fließgewässer im Flusssystem Mümling